# (3860) Plovdiv
(3860) Plovdiv (1986 PM4) – planetoida z pasa głównego asteroid okrążająca Słońce w ciągu 4,7 lat w średniej odległości 2,81 j.a. Została odkryta 8 sierpnia 1986 roku w Narodowym Obserwatorium Astronomicznym w Rożnie przez Erica Elsta i Wioletę Iwanową. Nazwa planetoidy pochodzi od miasta Płowdiw w Bułgarii.